# 요네자와 데쓰야
요네자와 데쓰야(일본어: 米澤 哲哉, 1998년 4월 4일~)는 일본의 축구 선수이다.

## 구단 경력
그는 2021년 일본 풋볼 리그의 이와키 FC에 입단했다. 2021년 일본 풋볼 리그 우승으로 J3리그로 승격했다. 2023년 일본 풋볼 리그의 오키나와 SV로 이적했다.